# Robert Mundell
Pour les articles homonymes, voir Mundell.
Robert Alexander Mundell, né le 24 octobre 1932 à Kingston en Ontario et mort le 4 avril 2021, Sienne, Toscane, en Italie, est un économiste canadien. Il a fait ses études à l'université de la Colombie-Britannique, l'université de Washington, et la London School of Economics.
Titulaire d'un doctorat du MIT (1956), en 1961 il élabora de son côté un modèle économique. Marcus Fleming fit de même. Par la suite, leurs travaux furent repris sous le terme de Modèle de Mundell-Fleming, qui généralise la théorie keynésienne à la dynamique monétaire, aux taux de change et aux marchés des capitaux dans les économies ouvertes. Il est professeur à l'université Columbia de New York (1974).
Il est, avec Fleming, à l'origine de la théorie des zones monétaires optimales. Énoncée en 1961 dans le cadre d'une réfutation des bienfaits des changes flottants, cette analyse montre que les zones qui bénéficieraient  en cas de choc du meilleur bénéfice d'une dévaluation monétaire du fait de la proximité de leur comportement économique sont, le plus souvent, à cheval sur plusieurs zones monétaires existantes. En revanche une zone monétaire plurinationale est possible si les conditions politiques en sont remplies et si on organise, dans la zone, la liberté de mouvement des facteurs de production. Dans ce cas le coût de transaction baisserait, les taux d'intérêt s'unifieraient et une convergence économique s'ensuivrait.
Robert Mundell est considéré comme le « père de L'Euro ». En 1999, il reçoit le Prix de la Banque de Suède en sciences économiques en mémoire d'Alfred Nobel qui salue ainsi la naissance de l'Euro et le long combat de Robert Mundell en sa faveur.
Il critique la version de la taxe Tobin sur les mouvements de capitaux telle qu'elle est proposée par le mouvement ATTAC.

## Biographie

### L’enfance
Robert Alexander Mundell est né le 24 octobre 1932 en Ontario, au Canada, dans un ancien village nommé Latimer. En 1945, la famille Mundell déménage à Kingston, tout près de Latimer, mais un an plus tard, il part pour la Colombie-Britannique où il achèvera ses études collégiales et universitaires.

### Parcours académique et professionnel
Mundell s’inscrit à l'université de la Colombie-Britannique où il obtient un diplôme de 1er cycle en économie et en études slaves. C’est à l'université de Washington à Seattle en 1954 qu’il obtient sa maîtrise en économie. Il poursuit ses études de troisième cycle à la London School of Economics (Londres) et obtient un doctorat au MIT en 1956 avec une thèse portant sur les mouvements internationaux de capitaux. Il n’a alors que 24 ans.
En 1974, il est nommé professeur d’économie à l'université Columbia de New York où il est toujours actif.

### Vie privée
Robert Mundell fut marié à Barbara Sheff de 1957 à 1972. Le couple eut 3 enfants (Paul, Bill et Robyn). Plusieurs années après son premier mariage, il rencontre Valerie Natsios, une poétesse d’origine italienne. Mundell est également artiste et serait même un peintre accompli. Le fait que Valerie soit de deux décennies plus jeune ne les empêche nullement de se marier. Ils eurent un petit garçon (Nicholas) en décembre 1997. Mundell a alors 65 ans. Aujourd’hui ils habitent, selon leur désir, dans leur appartement de New York ou dans leur palais de la Renaissance situé près de Sienne en Italie. Enfin Mundell, souvent surnommé l’enfant terrible pour ses prises de position et son franc parler, est un passionné de philosophie et d’histoire.

## Contributions
Robert Mundell a été récompensé en 1999 d’un « prix Nobel d'économie » pour ses contributions théoriques qu’il publia dans les années 60. Celles-ci mirent à l’étude les politiques monétaires et fiscales dans des économies ouvertes. Entre autres, Mundell mit en évidence la manière dont les échanges commerciaux peuvent contraindre les politiques macroéconomiques nationales. En ce sens, Mundell a été, depuis le début des années 70, un grand défenseur de l’unification monétaire européenne. Mundell est d’ailleurs surnommé un des pères de l'euro (€) ;  Mundell aida à sa création avec notamment le travail qu’il effectua sur la théorie de l'optimalité de l'union monétaire en 1961.

### La théorie de la zone monétaire optimale
La théorie de la zone monétaire optimale (ou de l'optimalité de l'union monétaire) élaborée par Mundell s’applique dans le cas où un État opte pour une l’union monétaire au lieu d’une autonomie monétaire. Elle explique si cette union est optimale, et dans le cas où elle ne le serait pas, comment elle serait tout de même soutenable et souhaitable.
En adhérant à une zone monétaire, les États se trouvent alors à fixer le taux de change entre tous les États membres de l’union puisqu’ils utilisent la même monnaie. Un État dont les prix sont trop élevés par rapport aux autres adhérents n’aura plus l’équilibre selon le mécanisme classique d'ajustement des prix au niveau international de David Hume, c’est-à-dire qu’avec des prix trop élevés la demande étrangère pour ces biens diminue. En conséquence, la valeur de la monnaie diminue également. Cela provoque une baisse de l’activité économique et à une diminution des prix. Par contre, au sein d’une union monétaire, la valeur de la monnaie demeure la même et si les prix sont rigides, cela risque fort d’amener des conséquences économiques négatives pour cet État. Une telle union monétaire est alors désignée comme non optimale. Pour contrer cela, il faut alors que la mobilité du travail soit parfaite et vienne constituer un substitut à la variation des prix. Dans notre exemple, il s’agirait d’une émigration de la main d’œuvre vers les autres États de l’union.
Mundell concluait dans son article que les États-Unis n’étaient pas une zone monétaire optimale. La flexibilité des prix et la mobilité du travail n’étant pas parfaite, d’autres mécanismes devaient alors compenser les écarts entre les États. Pour les États-Unis, il s’agissait des transferts interétatiques provenant du gouvernement fédéral qui permet de maintenir la cohésion de cette zone monétaire non optimale.
C’est toujours dans l’idée d’une union monétaire européenne et d’une future devise nommée aujourd’hui l’euro, que Mundell a été conseiller auprès du comité monétaire de la Communauté économique européenne (CEE) en 1970, et qu’en 1972-73 il a fait partie du groupe d’études de la CEE sur l’Union monétaire. De plus, il a été conseiller pour plusieurs autres agences et organismes internationaux comprenant les Nations unies, le FMI, la Banque Mondiale, plusieurs gouvernements d’Amérique latine et d’Europe, le Réserve fédérale des États-Unis ainsi que le département du trésor américain et le gouvernement du Canada.
Plus récemment, Mundell s’est prononcé au sujet d’une éventuelle monnaie mondiale unique. Selon lui, la mise en place d’une telle monnaie « constituerait un formidable outil de promotion du commerce mondial dans un climat d’ouverture et de transparence. Il n’y aurait plus de crise de change, ni de ces opérations d’arbitrage […] sur les produits dérivés circulant actuellement dans le monde » . Mundell considère inefficace, voire absurde, d’être contraint au système de change actuel. Par contre, il explique qu’il y aurait deux façon d’instituer une « monnaie mondiale, soit au moyen d'une banque mondiale émettant du papier monnaie, soit en revenant à l'étalon-or » tel qu’à l’époque de Bretton-Woods. Mundell soutient cette dernière option car il considère que l’idée d’opter pour une banque mondiale et de « confier à une poignée de gens tous les pouvoirs monétaires en leur demandant de ne s'en servir que pour maintenir la stabilité de la monnaie est utopique sur la longue période »[réf. souhaitée].
Cela dit, Robert Mundell est associé à l’école des néo-keynésiens. Cette école a pour objectif de réaliser la synthèse entre les néoclassiques et Keynes. Rappelons que durant les années 50 et 60, le courant keynésien était encore très fort et qu’il n’y a nul doute que Mundell fut influencé par le keynésianisme durant ses études et au début de sa carrière;  d’autant plus que Mundell élabora à partir de la théorie keynésienne un nouveau modèle en généralisant la théorie keynésienne à la dynamique monétaire, aux taux de change et aux marchés des capitaux dans les économies ouvertes.

### Le modèle de Mundell-Fleming
De 1960 à 1962, Robert Mundell et Marcus Fleming publient des articles indépendants sur les effets à court terme de la politique monétaire et fiscale en économie ouverte. Cependant, c’est dans un nouvel article en 1963 que Mundell établit de façon claire et solide les effets du commerce extérieur et des mouvements de capitaux sur le modèle d'économie fermée appelé IS-LM. Autrement dit, il ajoute au modèle IS-LM l'équilibre entre les importations et les exportations, et les flux de capitaux entrants et sortants. Cette théorie permet dorénavant d’expliquer le rôle primordial joué par le système de taux de change, c'est-à-dire comment dans un système de taux de change variable la politique monétaire devient un outil efficace contrairement à la politique fiscale qui ne l'est pas, et inversement lorsqu'il s'agit d'un système de taux de change fixe. Les analyses résultant du modèle de Mundell-Fleming furent très pertinentes[réf. nécessaire] quand prit fin le système des changes fixes lié au système de Bretton-Woods et fut instauré le système des changes flottants au début des années 70.

### L'effet Mundell-Tobin
Mundell fut le premier à suggérer que l'augmentation du taux d'intérêt nominal devrait ralentir, proportionnellement parlant, quand l'inflation augmente puisqu’en réponse à l'inflation, les gens devraient détenir moins de monnaie mais plus d’autres types de capitaux, ce qui devrait contraindre la demande monnayable et l'augmentation du taux d’intérêt nominal. De façon plus formelle, l'effet Mundell-Tobin révèle que la baisse du taux d'intérêt réel résultant d’une hausse de l'inflation anticipée qui accroît le taux d'intérêt nominal, diminue les encaisses monétaires réelles et la richesse réelle et, de ce fait, réduit la consommation et accroît l'épargne.

### Autres contributions
Mundell a apporté sa contribution dans plusieurs autres domaines de la macro-économie. Entre autres, il a œuvré largement sur la dynamique monétaire. Bien avant d’obtenir son prix Nobel en 1999, Robert Mundell était déjà une sommité internationale.
- Triangle d'incompatibilité
- Heckscher-Ohlin-Samuelson

## Père de l'euro
Robert Mundell est considéré comme le « père de l'euro ». Opposé à l'hégémonie du dollar, qu'il considère comme trop exclusivement mis au service de la politique des États-Unis, il soutiendra dès les années soixante la constitution de l'Union monétaire européenne, décidée finalement à la conférence de La Haye, en 1969, et poussera à la création de l'euro.
Son travail sur les zones monétaires optimales a conduit à la création de l'euro et à sa prédiction selon laquelle le fait de quitter le système de Bretton Woods entraînerait une « stagflation » tant que des taux d'imposition très progressifs s'appliqueraient. En 1974, il préconise une réduction d'impôt drastique et un aplatissement des taux d'imposition.
L'un de ses étudiants à l'université de Chicago, Greg Palast, rapporte que Mundell lui a dit que « l'euro est le moyen par lequel les congrès et les parlements peuvent être privés de tout pouvoir sur la politique monétaire et budgétaire. La démocratie dérangeante est retirée du système économique. »
En 2000, il prédit qu'avant 2010, la zone euro s'étendrait pour couvrir 50 pays, tandis que le dollar se répandrait dans toute l'Amérique latine et qu'une grande partie de l'Asie se tournerait vers le yen. Ces prévisions se sont révélées très inexactes.
Dans la pratique, les économistes allemands, contre qui il a longtemps ferraillé, ont imposé aux pays candidats une convergence préalable minimum des économies et des finances. L'automaticité de la convergence postérieure n'a pas été démontrée et le rapprochement des taux d'intérêt n'a pas résisté à la crise de 2008.

## Titres honorifiques
Doctorats honoris causa ou titres de professeur associé
- Université de Paris
- Université du Peuple de China
- Université de Miami
- Université du Queen de Kingston, Ontario
- Université Bishop, Québec
- Université de la Colombie Britannique
- Université Nouvelle de Lisbonne
- Université d'Économie de Prague
- Gustavus Adolphus College du Minnesota
- Fondation Getulio Vargas de Rio de Janeiro
- Université de San Francisco de Quito, Équateur
- Académie de la Finance de Moscou
- Université du Nord du Paraguay
- Université Nanking
- Université Jiaotong de Shanghai
- École graduée de la Banque du Peuple de Chine
- Université de Piraeus
- Université du commerce de Pékin
- Académie chinoise en sciences sociales
- Institut d'économie mondial de Pékin
- Collège de finance Guangzhou de Canton, Chine
- Université Johns-Hopkins
- Université Nankai de Tianjin, Chine

- Chaire honorifique du Centre de recherches économiques de l'université Jiao tong à Shanghai
- Doyen honorifique du Collège d'ingénierie financière Shenzhen de l'université Nankai

## Ouvrages
- Monetary Theory: Interest, Inflation and Growth in the World Economy, 1971
- The Dollar and the Policy Mix:1971, 1971
- International Economics, 1968
- Man and Economics, 1968
- Inflation and Real Interest, 1965
- Capital Mobility and Stabilization Policy under Fixed and Flexible Exchange Rates, 1963
- The appropriate Use of Monetary and Fiscal Policy for Internal and External Stability, 1962
- The International Disequilibrium System, 1961
- Flexible Exchange Rates and Employment Policy, 1961
- A Theory of Optimum Currency Area, American Economic Review, 1961
- The Pure Theory of International Trade, 1960
- The Monetary Dynamics of International Adjustement under Fixed and Flexible Exchange Rates, Quarterly Journal of Economics, vol 74, 1960
- International Trade and Factor Mobility, 1957